# Sjöartilleri

Animation av laddningscykeln för en tung fartygspjäs i ett kanontorn.

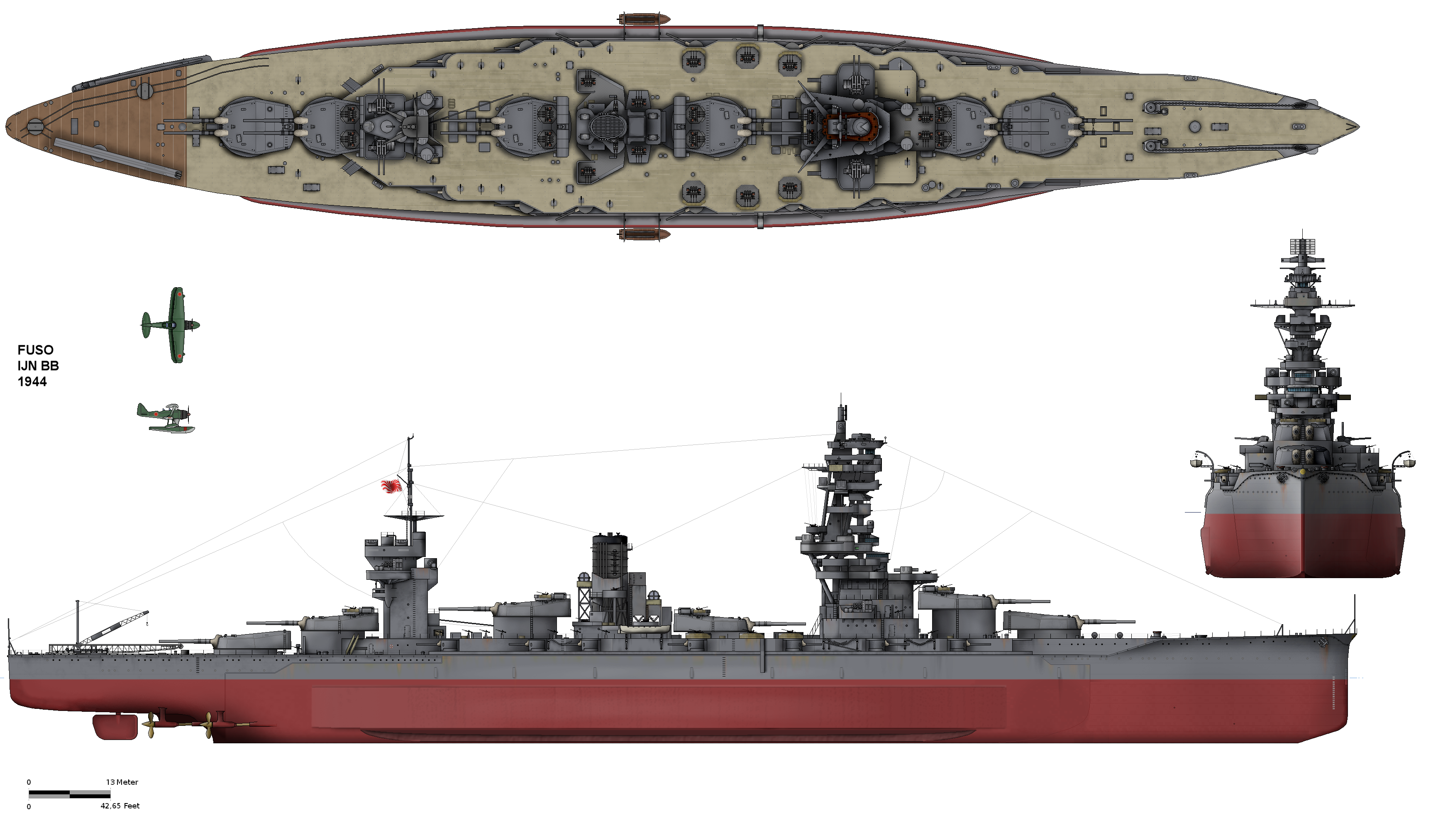
Slagskeppet Fuso (Klicka på bilden för högre upplösning)
Huvudbatteriet (356 mm) sitter monterat i sex torn längs med skeppets mittlinje.
Sekundärbatteriet (152 mm) är monterat i kasematter utmed skrovets sida.
Det tunga luftvärnsbatteriet utgörs av ett torn med 127 mm-kanoner i dubbellavettage på vardera sida om förmasten, samt ett torn monterat högt upp på vardera sidan av den aktra masten.
Skeppet saknar ett regelrätt medeltungt luftvärnsbatteri; man har istället monterat 25 mm automatkanoner i trippel-, dubbel- och enkellavettage på däck och uppe i masterna.

Fartygsartilleri är en typ av artilleri som finns på fartyg, framför allt örlogsfartyg.
Under 1500-, 1600-, 1700- och första delen av 1800-talet användes i princip likadana kanoner till lands som till sjöss, med undantag för lavetterna. De var gjutna av järn, koppar eller brons (kanonmetall) och invändigt cylindriska samt mynningsladdade. Efter hand uppkom en mångfald olika stora kanoner med olika benämningar. I svenska flottan fanns under 1500-talet kartauner, slangor, stycken, falkonetter, falkoner och hakar. I och med införandet av bakladdade kanoner på 1800-talet började man utveckla särskilda fartygskanoner.
Kanonerna sköt ut genom kanonportar i fartygens sida. Dessa kunde öppnas då man skulle skjuta men var annars stängda. Kanonerna angavs efter hur stor järnkula de kunde skjuta ut med en standardladdning. En 12-pundig kanon kunde därför skjuta ut en 12 pund tung järnkula. Då rundkulor gick ur modet under mitten av 1800-talet övergick man till att mäta kanonens inre diameter i antingen mm, cm eller tum.
Under 1860-talet sjösattes flera fartyg (till exempel HMS Monarch) med ett mindre antal kanoner monterade på vridbara lavetter med ett medföljande bepansrat kanonhus (gun house). Detta medgav sidriktning av kanonen till en långt större grad än tidigare, och svängbara lavetter, med eller utan kanonhus, blev allt vanligare. Vid slutet på 1800-talet var huvudartilleriet på den överlägsna majoriteten av alla nybyggda örlogsskepp monterade i kanontorn. Benämningen huvudartilleri hänvisar till ett skepps grövsta kanoner, sedan kanontyperna indelats i tre allmänna kategorier:
- Huvudbatteri; tunga kanoner (kaliber runt 300 mm) avsedda att förstöra jämbördiga örlogsfartyg, samt bombardera markmål. Kanoner av denna kaliber monterades på slagskepp och slagkryssare; kryssare höll till godo med kalibrar runt 150-200 mm.
- Sekundärbatteri; kanoner med kaliber runt 100 mm avsedda för självförsvar mot jagare, torpedbåtar, motortorpedbåtar och andra små och snabba mål som kunde vara svåra att träffa med huvudbatteriet p.g.a dess låga eldhastighet. Dessa placerades ofta i kasematter; ett sorts kanontorn som är inbyggt i sidan på ett fartygsskrov och erbjuder bättre sidriktningsvinklar än tidigare kanonportar men som varken väger eller kostar lika mycket som ett kanontorn
- Tertiärbatteri; mycket små kanoner (25-45 mm) avsedda för försvara mot motortorpedbåtar på nära håll. Dessa avskaffades under en tid, och återkom senare i form av det medeltunga luftvärnsbatteriet med högre eldhastighet och större höjdriktningsvinklar.[2]

Notera att kategoriseringen berodde på vilken sorts skepp pjäsen monterats på; en jagares huvudbatteri var ofta jämbördigt i kaliber (men sällan i antal kanoner) med ett slagskepps sekundära batteri, och dess sekundärbatteri, om jagaren var utrustad med ett sådant, utgjordes av kanoner som på ett slagskepp hade tillhört tertiärbatteriet.
Till dessa kategorier tillfördes eventuellt ett torpedbatteri som endast tillhörde artilleriet genom sitt namn. Detta avskaffades snart från slagskeppen p.g.a. ökade stridsavstånd tack vare förbättrad eldledning, men kvarstod som jagarens huvudvapen mot tyngre fartyg.

## Luftvärn och allmålskanoner
I och med uppkomsten av luftskepp, och senare flygplan, tillkom ytterligare typer av artilleri avsedda att skydda örlogsfartyg från luftangrepp. Tidiga tillämpningar bestod av kulsprutor och mindre kanoner med generösa höjdriktningsvinklar, men vid andra världskrigets utbrott var merparten av världens örlogsfartyg utrustade med vapen från åtminstone två av de nya kategorierna av luftvärnsbatteri:
- Tungt luftvärnsbatteri, kanoner vars syfte var att avfyra spränggranater, ofta med ett tidsinställt tändrör som detonerade granaten då den förväntades ha nått fram till målet. Detta skapade en avskräckande "vägg" av splitter och rökpuffar på flera kilometers avstånd från fartyget, som därmed kunde försvara både sig själv och andra fartyg.
- Medeltungt luftvärnsbatteri vars syfte i största del var att fylla luckan mellan det minsta avståndet på vilket det tunga luftvärnets höjd och sidriktningsmaskineri kunde hålla jämn takt med ankommande flygfarkoster, och det största avståndet på vilket det lätta luftvärnet var effektivt. Svenska Bofors gjorde sig världskänt i denna kategori med sin helautomatiska 40 mm-kanon som licenstillverkades i USA och monterades på i stort sett alla fartyg i USA:s och Storbritanniens örlogsflottor, samt utgjorde
- Lätt luftvärnsbatteri vars uppgift var att skjuta ner torped- och störtbombplan i det egna fartygets direkta närhet (inom ~2000-0m. Denna kategori utgjordes i stor majoritet av automatkanoner i kalibern 20 mm.

Samtliga kategorier av luftvärn visade sig vid provskjutningar under mellankrigsåren vara mer eller mindre odugliga mot flygplan, och flertalet örlogsflottor utrustade därför det tunga och medeltunga luftvärnet med fjärrstyrning från eldledningscentral, men det oupphörligen ökande kravet på luftvärnskapacitet ställde nu till med allt större besvär för skeppskonstruktörerna. Roten till besväret var Washingtonkonferensen som hölls 1921-22. I konferensen deltog representanter från Frankrike, Italien, Japan, Kanada, Kina, USA och Storbritannien. Washingtonkonferensen och de två påföljande Londonfördragen begränsade deplacementen (skeppens totalvikt, i vardagsspråk) till 35 kiloton för slagskepp och slagkryssare, kryssare begränsades till 10 kiloton, och jagare till 1850 ton.
Problemet i sig var ganska enkelt; som exempel kan nämnas att slagskepp förväntades bära med sig ett huvudbatteri bestående av 8-12 kanoner som krupit upp mot kalibern 400 mm, samt ett sekundärbatteri med 16-20 kanoner på runt 150 mm. Lägg sedan till ett tungt, medeltungt, och lätt luftvärnsbatteri med ~100 mm, ~50 mm, och ~25 mm kanoner. Konstruktörens valmöjligheter är nu inte goda:
1. Acceptera alla de genomträngningar i däck, skott och överbyggnad som krävs för att kunna langa ammunition till alla dessa vapen, och minska skeppets övriga bepansring för att inte överstiga deplacementsbegränsningen.
2. Acceptera alla de genomträngningar i däck, skott och överbyggnad som krävs för att kunna langa ammunition till alla dessa vapen, men koncentrera bepansringen runt huvudbatteriet, magasinen, och framdrivningsmaskineriet.
3. Minska antalet kanoner i luftvärnet och/eller det sekundära batteriet (och därmed den totala mängden pansar som krävs för att skydda kanoner och magasin).

Ett val leder till ett underbepansrat skepp, ett annat bibehåller skydd mot pansargranater men ökar brandrisken och sårbarheten mot spränggranater avsevärt, och det tredje leder till oacceptabel sårbarhet mot luftangrepp. Istället valde man att ersätta det sekundära batteriet och det tunga luftvärnsbatteriet med ett mindre antal av en ny sorts kanon med tillräcklig elevationsförmåga för att kunna beskjuta luftmål, hög eldhastighet genom maskinellt assisterad laddning, och en kaliber grov nog för att fortfarande vara effektiv mot jagare.

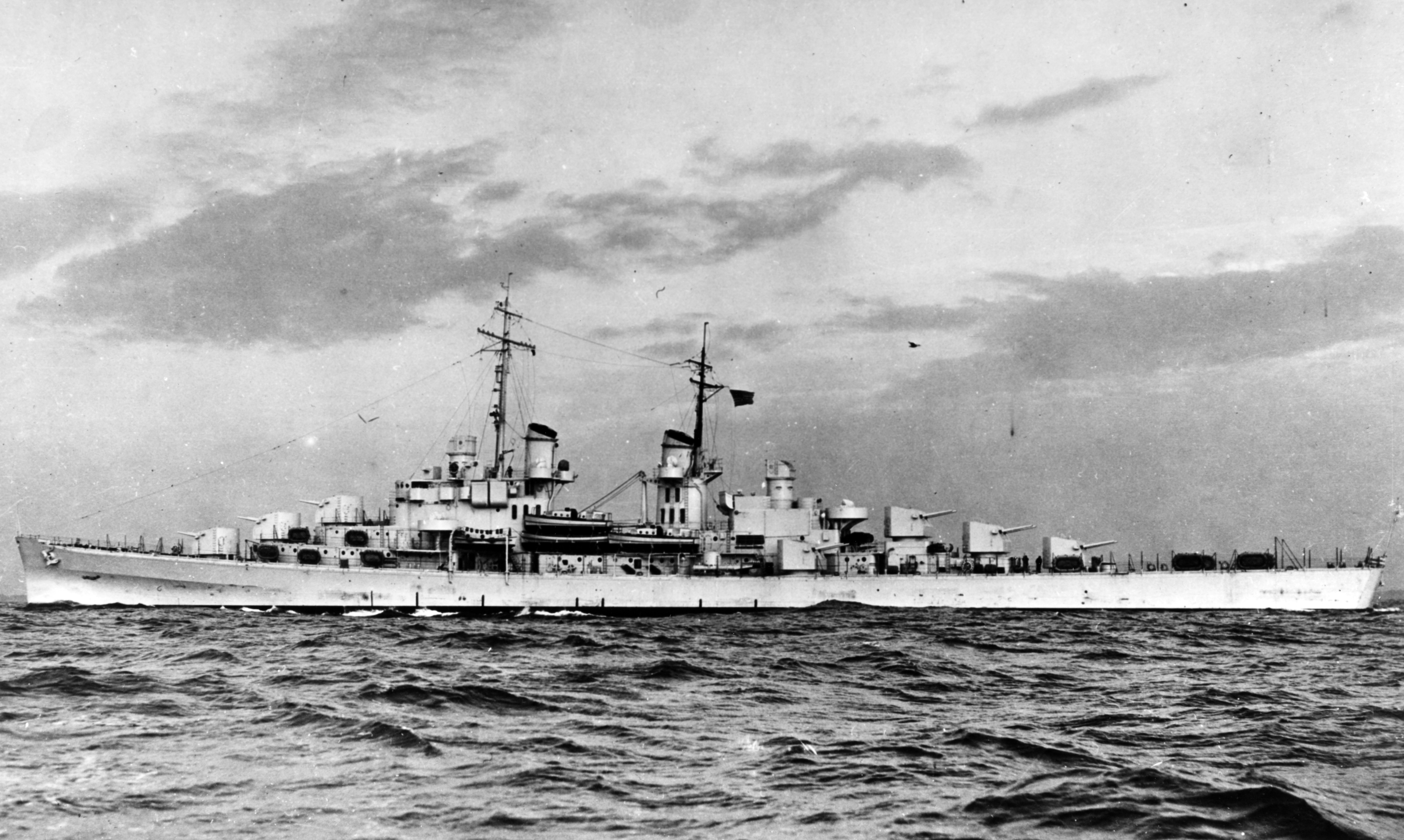
Luftvärnskryssaren USS Atlanta visar upp sitt huvudbatteri bestående av 16 127 mm allmålskanoner i 8 st dubbeltorn.

Strax innan och under andra världskriget producerade Storbritannien allmålskanoner i ett flertal kalibrar från 101,6 mm till 133 mm. USA tillverkade en serie mycket framgångsrika 127 mm-kanoner som monterades på allt från jagare till slagskepp även långt efter krigets slut. Japan monterade 127 mm-kanoner som huvudbatteri på sina jagare och som sekundärbatteri på ett flertal kryssare, men denna pjäs hade låg eldhastighet vid hög elevationsvinkel och presterade dåligt mot flygplan. I övrigt ersatte 127 mm-pjäserna i princip aldrig slagskeppens sekundärbatteri, som bestod av 152 mm, och senare 140 mm sjömålskanoner. Det japanska medeltunga luftvärnet var också av ovanligt liten kaliber (25 mm, att jämföra med Tysklands 37 mm, och 40 mm-kanonen som de allierade monterade på allt som flöt samt det mesta som inte flöt och en del som bara flöt ibland). I övrigt saknade det japanska luftvärnet också centraliserad eldledning. I krigets senare del började produktion av en 10 cm-pjäs med prestanda likvärdig de allierades motsvarigheter, men för denna pjäs utvecklades endast spränggranater, och den monterades endast på ett fåtal kryssare, samt som huvudbatteri på jagare av Akizuki-klass. Liksom Japan segregerade Tyskland sekundärbatteriet och det tunga luftvärnet, det förstnämnda med en kaliber på 15 cm och de senare med kalibern 10,5 cm. Planer på ett dubbeltorn med 127 mm-pjäser i allmålsutförande fanns, men skrotades då de två jagare som skulle bära tornen skadades av flyganfall då de ännu stod på stapelbädden.
I övrigt kan nämnas att flertalet kryssare, i huvudsak lätta kryssare (begränsade till ett huvudbatteri på 155 mm) utvecklades med ett huvudbatteri vars torn konstruerats för att medge höga elevationsvinklar (50-70 grader), vilket medgav användning mot luftmål. Dessa pjäser var dock i regel halvmesyrer som behövde sänkas efter varje skott för att kunna laddas om. Senare modeller som konstruerats som allmålskanoner från grunden medgav dock eldhastigheter på upp till 12 skott per minut per eldrör.

## Kanon kontra bombflyg

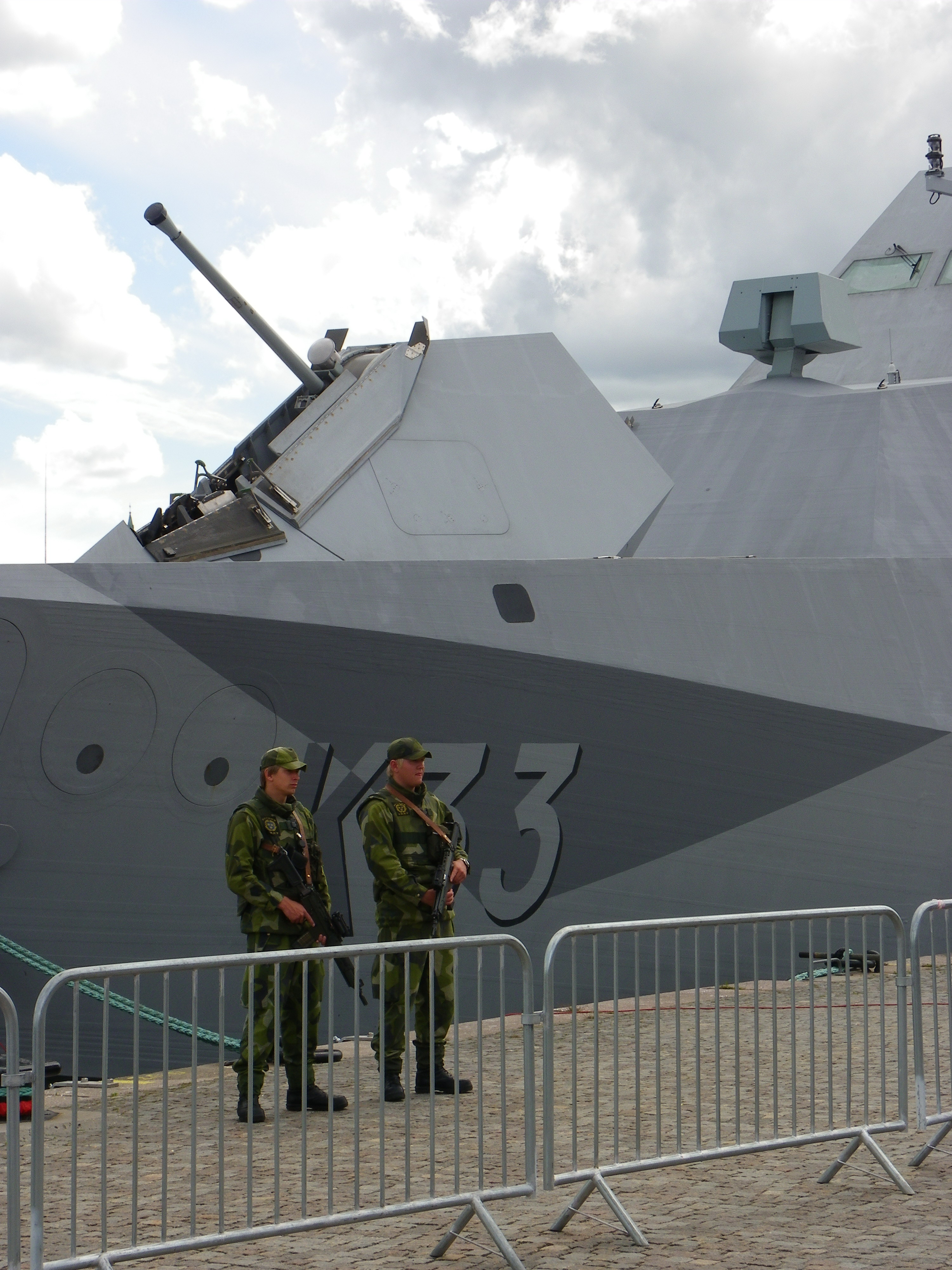
57 mm-pjäs i torn med lågobserverbart kanonhus på fördäcket på som vaktas av två soldater.

Tidigt under andra världskriget sågs tecken på att artilleriet som huvudvapen för sjöstridskrafterna möjligen kunde passeras av hangarfartygsbaserat bombflyg, i alla fall vad gällde räckvidd.
1. Det första exemplet var sänkningen av det tyska slagskeppet Bismarck i maj 1941 då slagskeppet gjordes manöverodugligt av hangarfartygsbaserade torpedbombplan. Förlusten av manöverförmåga orsakades av en träff nära rodermaskineriet som låste rodren. Normalt sett övergick fartyg då till att styra genom att variera varvtalen på propellrarna, men en kombination av politiska utrensningar samt naturlig förlust av ingenjörserfarenhet p.g.a. att krigsindustrin stått stilla under lång tid gjorde att propelleraxlarna placerades för nära varandra. Utan tillräckligt vridmoment seglade skeppet i cirklar tills det omringades och sjönk efter ett utdraget artilleribombardemang
2. Det andra exemplet var attacken på USA:s örlogsbas Pearl Harbor den 7 december samma år, då japanska hangarfartyg överrumplade merparten av stillahavsflottan med ett stort antal störtbombare och torpedplan vars torpeder byggts om för att användas i vad på den tiden antogs vara alltför grunt vatten. Slagskeppet nummer 31 "Utah" träffades av två torpeder, lade sig på sidan och kunde inte rätas. Slagskeppet nummer 37 "Oklaholma" träffades av nio torpeder på babordssidan och rullade runt men kunde senare rätas och repareras. Nummer 39 "Arizona" flög i luften då en pansarbrytande bomb nådde krutdurken till ett av huvudbatteriets förliga torn. Ett flertal äldre slagskepp gick till botten på mindre spektakulära sätt och krävde genomgående reparationsarbete innan de kunde gå till sjöss igen. Basens bränslecisterner var dock oskadda.
3. Tre dagar senare, den 10 december, anföll landbaserat japanskt bombflyg den brittiska slagkryssaren Repulse och det vid den tiden toppmoderna slagskeppet Prince of Wales, som tidigare deltagit i jakten på Bismarck. Båda skeppen sjönk efter flera träffar från torpeder och bomber.

Efter slaget vid Midway 1942 stod det klart för de flesta bedömare att hangarfartyg var överlägsna slagskepp, och efter kriget har det knappast byggts några artillerifartyg över huvud taget. 
På nutida örlogsfartyg har huvudbatteriet med kanoner till stor del ersatts av robotvapen.
Sjöartilleri i sig är dock vanligt förekommande i form av en 57 mm-127 mm allmålskanon på fördäck, oftast inhyst i ett obepansrat kanonhus av plexiglas för att hålla nere vikt och kostnad, med resonemanget att man inte behöver pansar om skeppet inte blir träffat, och att om skeppet blir träffat (den huvudsakliga hotbilden här är sjömålsrobotar som vanligtvis bär med sig en sprängladdning på 200–750 kg) så har det ringa betydelse vad eller var roboten slår i. Den ryska flottan använder något äldre 130 mm-pjäser i dubbeltorn med en sammanlagd eldhastighet på 180 skott/minut
En något mer sällsynt form av sjöartilleri jämförbar med det tidigare lätta luftvärnsbatteriet är det s.k. Close In Weapon System (Seawhizz) som är avsett att, om alla andra medel misslyckats, skjuta ner robotar och artillerigranater på mycket nära håll (under 5 km).

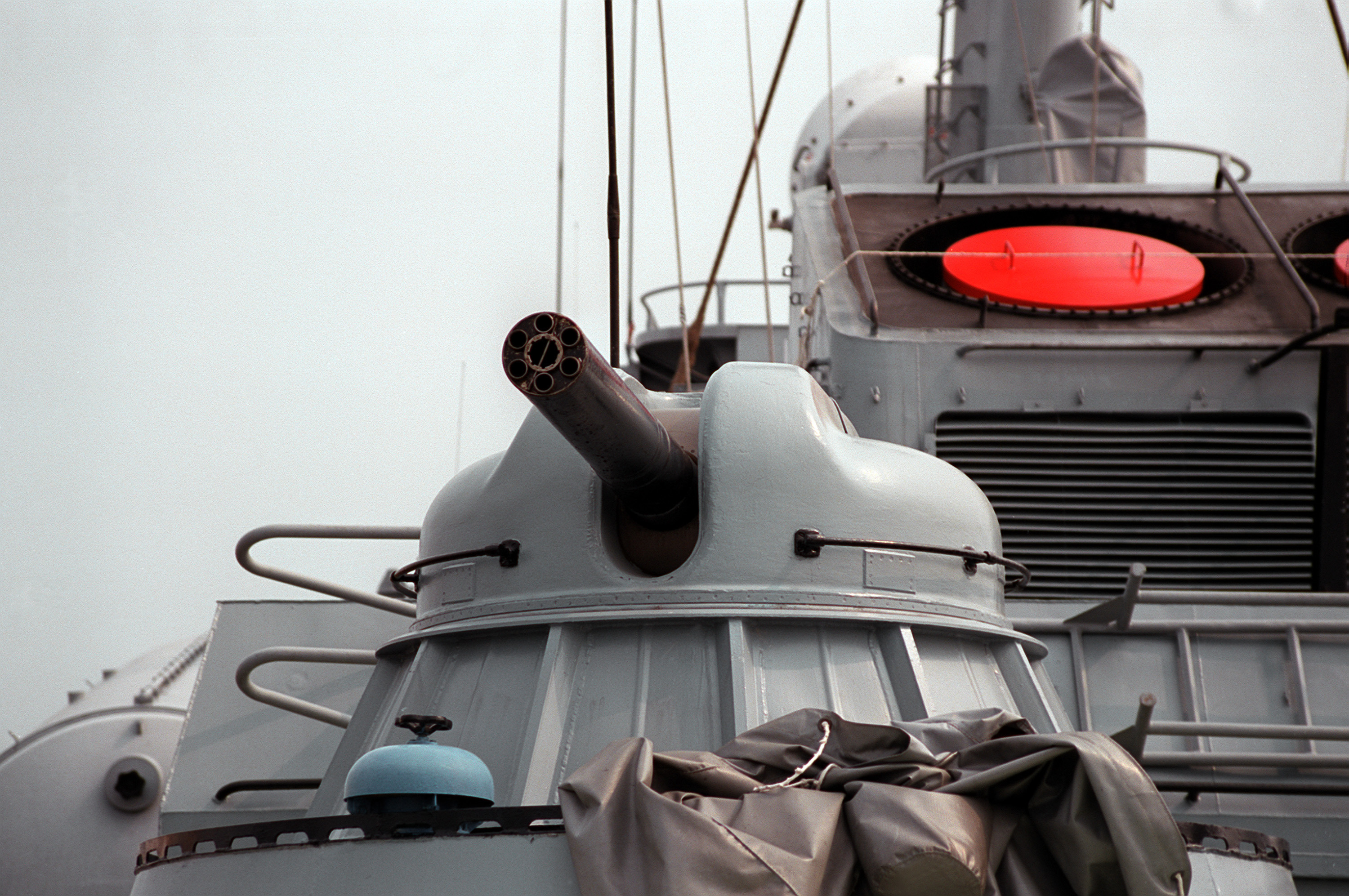
Torn för AK-630, ett ryskt CIWS-system med sexpipiga 30 mm-automatkanoner av gatlingtyp. Finns även som dubbeltorn.